# Jim Ramstad
James Marvin "Jim" Ramstad, född 6 maj 1946 i Jamestown, North Dakota, död den 5 november 2020 i Wayzata, Minnesota,  var en amerikansk republikansk politiker. Han representerade delstaten Minnesotas tredje distrikt i USA:s representanthus 1991–2009.
Ramstad avlade 1968 grundexamen vid University of Minnesota och 1973 juristexamen vid George Washington University. Han undervisade vid American University 1974-1978. Han deltog i kongressledamoten Bill Frenzels framgångsrika valkampanj år 1978.
Frenzel kandiderade inte till omval i kongressvalet 1990. Ramstad vann valet och efterträdde Frenzel som kongressledamot i januari 1991. Han omvaldes åtta gånger. Han efterträddes 2009 som kongressledamot av Erik Paulsen.
Ramstad var av norsk härkomst. Han var medlem i United Church of Christ.